# ESPN UK
ESPN UK est une chaîne de télévision sportive lancée le 3 août 2009 au Royaume-Uni comme une déclinaison locale des chaînes sportives ESPN américaines. Elle diffuse majoritairement des évènements sportifs britanniques.
Comme le reste du réseau ESPN, ESPN UK appartient à 80 % à la Walt Disney Company et à 20 % à Hearst Corporation. La chaîne complète le bouquet de programmes ESPN au Royaume-Uni comprenant aussi ESPN America et ESPN Classic Sport.

## Historique
À la suite de problèmes financiers, le groupe de télévision irlandais Setanta Sports doit se séparer de droits de retransmission de certains matchs du Championnat d'Angleterre de football. Le 22 juin 2009, ESPN récupère ces droits soit 46 matchs de la saison 2009-210 et 23 matchs de celle 2010-2013 sur 138 pour chaque saison. Le 7 juillet 2009, la chaîne ESPN America britannique est renommée ESPN afin de diffuser les matchs du Championnat d'Angleterre de football, récupérés auprès de Setanta Sports le 22 juin 2009. La chaine continue toutefois à retransmettre des sports américains. Le 3 août 2009, ESPN America retrouve son nom tandis qu'une nouvelle chaîne ESPN UK est lancée sur le territoire britannique en remplacement de Setanta Sports qui reste toutefois encore disponible en Irlande.
Le 17 octobre 2011, l'UEFA accorde à ESPN UK et ITV les droits de diffusion des matchs des coupes 2012 à 2015 pour le Royaume-Uni.

## Diffusion
- Diffusion numérique : BT Vision : 34, Top Up TV: 34
- Diffusion par satellite : Sky Digital : 417, 442 (HD)
- Diffusion par câble : Virgin Media : 529, 530 (HD), UPC Ireland : 407, 416 (HD)
- Diffusion par ADSL : TalkTalk TV : 555
- Diffusion en streaming : Sky Player